# Baja presión térmica en la península ibérica
La baja presión térmica en la península ibérica se refiere a una zona de baja presión atmosférica que se forma debido al intenso calentamiento de la superficie terrestre durante los meses más calurosos del año, especialmente en julio y agosto.

## Origen térmico
Este tipo de bajas presiones suele desarrollarse en áreas con escasa vegetación y en ambientes secos, típicos de las regiones subtropicales. El origen de la baja presión térmica en la Península está vinculado a la influencia del anticiclón de las Azores, que crea una situación de bloqueo y favorece un tiempo estable durante un periodo prolongado. La ausencia de nubosidad característica del verano, junto con un mayor número de horas de sol, provoca una fuerte insolación que calienta la superficie terrestre. Este calor se transfiere a las capas bajas de la atmósfera, haciendo que el aire se vuelva menos denso y ascienda, generalmente hasta los 1500 metros de altura.
La circulación generada por la baja térmica es débil, difusa y de carácter estacionario, ya que solo aparece durante el verano y en las horas centrales del día, cuando la radiación solar es más intensa. Este fenómeno desaparece cuando las temperaturas comienzan a bajar o con la llegada de una vaguada o frente frío que atraviese la Península, aunque puede reaparecer si las condiciones de calor persisten.